# Big City Nights (album Scorpions)
Big City Nights è una raccolta degli Scorpions pubblicata nel 1998 dalla casa discografica Polygram.
L'album non propone nulla di nuovo rispetto alla marea di compilation che affollano la discografia della band, spicca il brano Animal Magnetism che non era mai stato inserito in nessuna precedente raccolta e che avrebbe volentieri lasciato il posto a tanti classici che invece non fanno parte di questa selezione.

## Tracce
1. Big City Nights – 4:09
2. Animal Magnetism – 5:57
3. Send Me an Angel – 4:33
4. Rock You Like a Hurricane (live) – 4:13
5. Still Loving You (live) – 5:49
6. No One Like You – 4:09
7. Wind of Change (live) – 5:45
8. Kicks After Six – 3:49
9. Rhythm of Love – 3:48
10. No Pain No Gain – 3:54
11. Can't Live Without You – 3:45